# 祈り (六子の曲)
祈り（いのり）は、2008年11月5日発売の六子の2枚目のシングル。

## 解説
前作より約3ヶ月ぶりのシングルである。
初回限定盤には『祈り』のミュージックビデオと、特典映像がついている。

## 収録曲
1. 祈り（作詞/作曲：母里由美子）
2. あなた（作詞：土江六子 作曲：母里由美子）
能美防災「まもるくん」のCMソング。
3. 優風（作詞：土江六子 作曲：母里由美子）
松江開府400年祭のイメージソング。